# Meguro
Meguro (jap. 目黒区 Meguro-ku, deutsch ‚Bezirk Meguro‘, englisch Meguro Ward (wörtlich)/Meguro City (Eigenübersetzung)) ist einer der 23 [„Sonder-“]Bezirke ([tokubetsu-]ku; Bezirke mit Stadtstatus/stadtunabhängige Bezirke) im Osten der japanischen Hauptstadtpräfektur (-to) Tokio. Er liegt im Südwesten von Tokio, der auch als politisch aufgelöste Stadt immer noch de-facto-Hauptstadt Japans.

## Geographie
Meguro liegt zwischen Shibuya im Norden, Setagaya im Westen, Ōta im Süden und Shinagawa im Osten.
Der Bezirk ist vor allem ein Wohngebiet, aber auch ein Diplomatenviertel, da sich die Botschaften von Ägypten, Algerien, Bangladesch, Dschibuti, Gabun, Kasachstan, Kenia, Kirgisistan, Kuba, Nigeria, Polen, Senegal, Uganda und Usbekistan, sowie das Honorargeneralkonsulat von Island hier befinden.

## Gliederung
Hibusuma-Gebiet: 
- Chūōchō
- Haramachi
- Higashigaoka
- Himonya
- Jiyūgaoka
- Kakinokizaka
- Megurohonchō
- Midorigaoka
- Minami
- Nakane
- Ōokayama
- Senzoku
- Tairamachi
- Takaban
- Yakumo
- Hirachō

Meguro-Gebiet:
- Aobadai
- Gohongi
- Higashiyama
- Kamimeguro
- Komaba
- Meguro
- Mita
- Nakachō
- Nakameguro
- Ōhashi
- Shimomeguro
- Yūtenji
- Sanda

## Geschichte
Die Gegend des heutigen Bezirks Meguro war bereits während der Steinzeit, der Jōmon-, der Yayoi- und der Kofun-Zeit besiedelt, wie Ausgrabungen am Higashiyama-Køkkenmøddinger gezeigt haben.
Aus dem 9. Jahrhundert stammen drei der Tempel und Schreine des Bezirks, der Ōtori-Schrein (大鳥神社, Ōtori-jinja), der Meguro-Fudōson und der Hōgan-ji (法眼寺). Die schwarzen Augen (meguro) der Fudō-Statue haben dem Bezirk seinen Namen gegeben.
Der Stadtbezirk wurde am 1. Oktober 1932 geschaffen, als die Machi Meguro (目黒町, -machi) und Hibusuma (碑衾町, -machi) nach Tokio eingemeindet und zum Stadtbezirk Meguro zusammengefasst wurden.

## Verkehr
- Straße:
  - Stadtautobahn Tokio
  - Tamagawa-Straße (Nationalstraße 246), nach Chiyoda oder Numazu
- Zug:
  - Tōkyū Tōyoko-Linie, von Naka-Meguro, Yūtenji, Gakugei Daigaku, Toritsu Daigaku oder Jiyūgaoka nach Shibuya oder Yokohama
  - Tōkyū Ōimachi-Linie, von Jiyūgaoka, Midorigaoka oder Ōokayama nach Shinagawa oder Setagaya
  - Tōkyū Meguro-Linie, von Ōokayama oder Senzoku nach Bahnhof Meguro oder Bahnhof Musashi-Kosugi
  - Tōkyū Den’entoshi-Linie, von Ikejiri-Ōhashi nach Shibuya oder Yamato
  - Keiō Inokashira-Linie, von Komaba-Tōdai-mae nach Shibuya oder Musashino
  - Tōkyō Metro Hibiya-Linie, von Naka-Meguro nach Adachi

Der Bahnhof Meguro befindet sich nicht in Meguro, sondern in Shinagawa.

## Einrichtungen

### Universitäten
- Der Komaba-Campus der Universität Tokio
- Das Tokyo Institute of Technology

### Religiöse Einrichtungen
- Himonya-Kirche (katholisch)
- Himonya-Hachimon-Shrine
- Ōtori-Schrein
- Ryūsen-ji, auch als Meguro-Fudo-Tempel bezeichnet.
- Yūten-ji
- Taieizan-ryūzenji (泰叡山瀧泉寺), auch als Meguro-Fudōson (目黒不動尊) bezeichnet, ein Tempel der Tendai-Schule.
- Enyū-ji (円融寺) bzw. Hōgan-ji (法眼寺)

## Politik
- KPJ: 4
- KDP: 4
- „Versammlung zur Gestaltung der Zukunft von Meguro“ (mit Tomin First, DVP): 7
- Ishin: 2
- Fraktionslos (darunter ReiShin, Net): 4
- Kōmeitō: 5
- LDP/„Bürgerversammlung“: 9

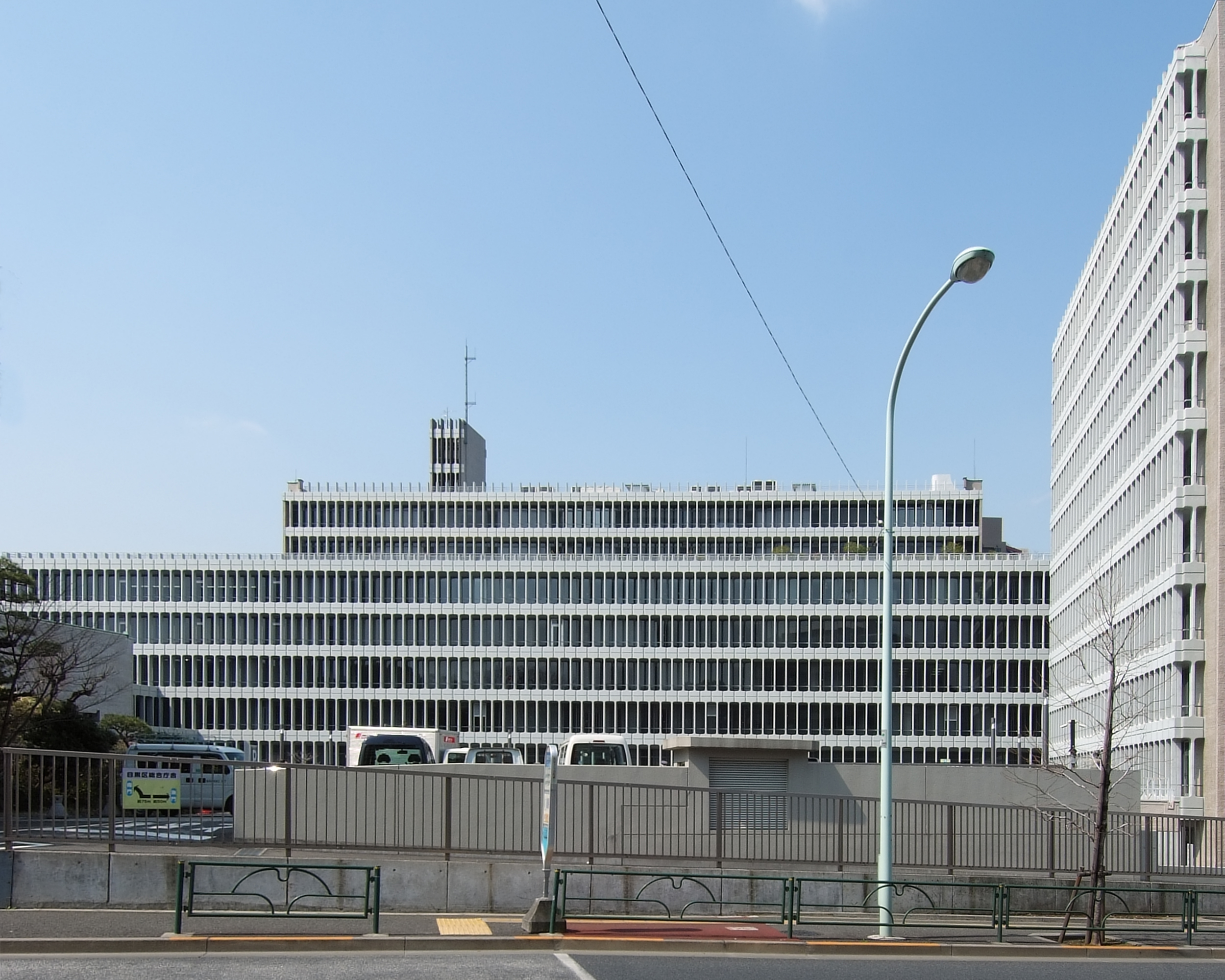
Das Rathaus in Kami-Meguro („Ober-Meguro“)

Der ehemalige demokratische Präfekturparlamentsabgeordnete Eiji Aoki wurde 2004 zum Bürgermeister von Meguro gewählt und zuletzt am 21. April 2024 bei 36 % Wahlbeteiligung mit rund 31 % der Stimmen gegen den Tomin-First-DVP-gestützten ehemaligen Präfekturparlamentsabgeordneten Yū Itō (25 %), den Mitte-links-gestützten (KDP, KPJ, SDP, Net) Ex-Präfekturparlamentsabgeordneten Tsubasa Nishizaki (24 %), die von der LDP unterstützte Ex-Bezirksparlamentsabgeordnete Yōko Kōno (15 %) und einen Unabhängigen für eine sechste Amtszeit bestätigt. Die regulär 36 Abgeordneten im Kommunalparlament wurden zuletzt bei den einheitlichen Regionalwahlen 2023 gewählt.
Ins Präfekturparlament wählte Meguro bei der Wahl 2021 je einen Kandidaten von Tomin First no Kai, Kōmeitō und KDP. Eine KPJ-Abgeordnete und zwei ehemalige LDP-Abgeordnete unterlagen. Nach der Bürgermeisterwahl 2024 sind zwei Sitze vakant, eine Zweimandatsnachwahl ist für den 26. Mai 2024 angesetzt.
Für das nationale Abgeordnetenhaus bildet der Bezirk Meguro seit 2024 zusammen mit einem Teil von Ōta den neuen 26. Wahlkreis der Präfektur, den bei der Wahl 2024 der unabhängige Ex-KDP-Abgeordnete Jin Matsubara (vorher Tokio 3) gewann.

## Angrenzende Städte und Gemeinden

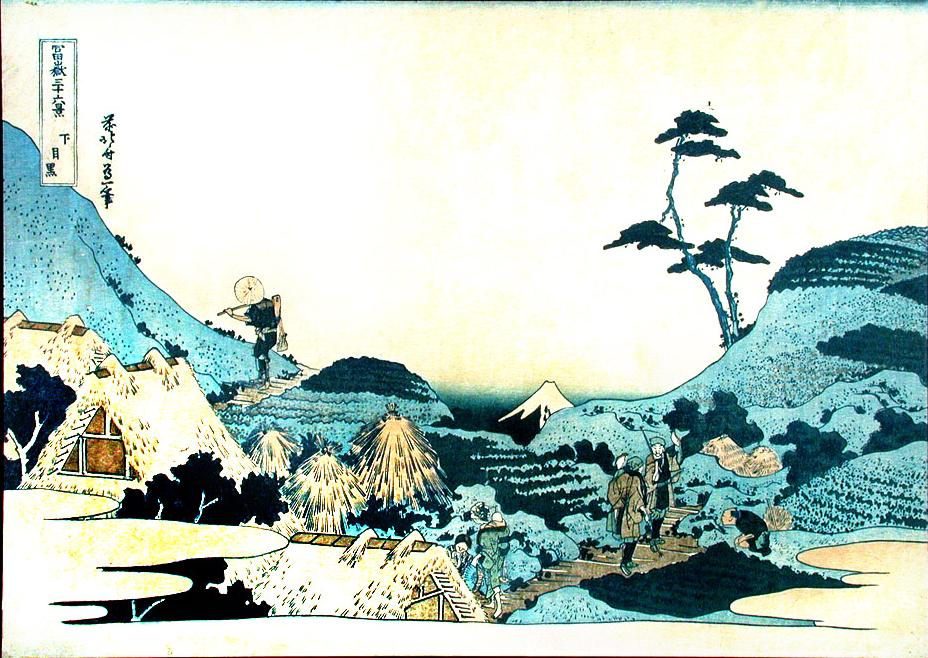
Farbholzschnitt von Hokusai mit einem Blick auf den Fujisan von Shimo-Meguro („Unter-Meguro“)

- Tokio: Stadtbezirke Shibuya, Setagaya, Shinagawa, Ōta